# Mbala Mbuta
 (août 2021).
Si vous disposez d'ouvrages ou d'articles de référence ou si vous connaissez des sites web de qualité traitant du thème abordé ici, merci de compléter l'article en donnant les références utiles à sa vérifiabilité et en les liant à la section « Notes et références ».
Mbala Mbuta est un entraîneur congolais (RDC) né le 7 avril 1985 à Kinshasa, au Congo (RDC).

## Carrière
C'est au FC Les Star de Kinshasa qu'il est découvert. Il rejoint rapidement le DC Motema Pembe. Son équipe remporte la coupe du Congo en 2002 ainsi que le championnat de Kinshasa, plusieurs titres de champion de Kinshasa. Il gagne 2 titres de champion du Congo les deux années suivantes et d'autre championnat de Kinshasa avant de quitter le club. Après avoir eu plusieurs succès au DC Motema Pembe (DCMP), il débarque en Israël en 2004 à l'intersaison en prêt. Il rejoint le club de Hapoël Tel-Aviv, il y passe six mois avant de débarquer en Europe ou il jouera en Suisse pour Yverdon-Sport FC, club promu en première division suisse Super League. Il est inconnu des Européens, mais c'est déjà une star dans son pays. En 2006, son club, Yverdon-Sport FC, est relégué en deuxième division suisse (Challenge League). Le Grasshopper de Zurich décide alors d'acheter ce joueur très prometteur. Le 20 août 2014 le SO Cholet annonce avoir recruté le joueur pour la saison à venir.